# 5314 Вількіцкія
5314 Вількіцкія (5314 Wilkickia) — астероїд головного поясу, відкритий 20 вересня 1982 року.
Тіссеранів параметр щодо Юпітера — 3,226.